# Хьюз, Гарольд
Гарольд Хьюз (англ. Harold Hughes), полное имя Гарольд Эверетт Хьюз (англ. Harold Everett Hughes; 10 февраля 1922, Айда-Гров, Айова, США — 23 октября 1996, Глендейл, Аризона, США), — американский политик, 36-й губернатор Айовы (1963—1969), сенатор США от Айовы (1969—1975).

## Биография
Гарольд Хьюз родился 10 февраля 1922 года на ферме, расположенной у города Айда-Гров (штат Айова). Он был младшим сыном Льюиса Хьюза и Этты Хьюз. В 1940 году Гарольд окончил школу Ida Grove High School. Он активно занимался спортом — лёгкой атлетикой (метание диска) и американским футболом. В 1940—1941 годах он учился в Айовском университете. Затем был призван в Армию США, в 1942—1945 годах участвовал во Второй мировой войне в качестве стрелка-пехотинца, воевал в Северной Африке, на Сицилии и в континентальной Италии. После демобилизации вернулся в США, работал водителем грузовика, впоследствии основал компанию Iowa Better Trucking Bureau. С 1959 года начал заниматься политикой, в течение трёх лет был членом Торговой комиссии Айовы (англ. Iowa State Commerce Commission).
В 1962 году Хьюз участвовал в выборах губернатора Айовы — в голосовании, состоявшемся 8 ноября, ему удалось опередить кандидата от республиканцев, действующего губернатора штата Нормана Эрбе (Хьюз набрал 52,56 %, а Эрбе — 47,44 % голосов). Хьюз также победил кандидатов от Республиканской партии на двух последующих губернаторских выборах, которые проходили каждые два года: на выборах, состоявшихся 3 ноября 1964 года, он опередил действующего генерального прокурора Айовы Эвана Халтмана (Хьюз набрал 68,05 %, а Халтман — 31,27 % голосов), а на выборах, состоявшихся 8 ноября 1966 года, — Уильяма Марри (Хьюз набрал 55,34 %, а Марри — 44,17 % голосов). Хьюз проработал губернатором Айовы шесть лет, с 17 января 1963 года до 1 января 1969 года.
В 1968 году Хьюз принял участие в выборах сенатора США от Айовы. В голосовании, состоявшемся 5 ноября 1968 года, основным соперником Хьюза был представитель Республиканской партии Дэвид Стэнли. Набрав 50,25 % голосов избирателей (при 49,69 % у Стэнли), Хьюз победил, вступив в должность сенатора США от Айовы 3 января 1969 года. Хьюз проработал сенатором США шесть лет, с 3 января 1969 года до 3 января 1975 года. Он не стал высталять свою кандидатуру на следующих выборах, которые состоялись в ноябре 1974 года.
После ухода из большой политики Хьюз жил в Де-Мойне, а затем переехал в Глендейл. Он скончался в Гледейле 23 октября 1996 года.